# Nieuwe Brug (West Betuwe)
De Nieuwe Brug is onderdeel van de Rijksstraatweg (N833) tussen Culemborg en Geldermalsen, provincie Gelderland. De brug ligt in de gemeente West Betuwe en voert over de Bisschopsgraaf die op dit punt aansluit op het riviertje de Meer.

## Middeleeuwse brug
De oudste vermelding van een brug op deze locatie is in 1472. In dat jaar gaf de heer van Buren aan de Culemborgers toestemming om een ‘Nieuwe Brug’ te bouwen, uit dank voor de diensten die zij hem verleend hadden. Deze brug verving een oudere brug die ‘Hoge Brug’ werd genoemd. De brug uit 1472 is overigens al enige tijd na de bouw weer afgebroken.

## Hernieuwde aanleg in de 16e eeuw
In 1552 werd er opnieuw een brug aangelegd, waarbij de kosten werden verdeeld tussen Culemborg en Buren. Tussen Culemborg en het nabijgelegen dorp Beusichem waren er echter al enige tijd problemen en begin 1562 liep de spanning zo hoog op dat de inwoners en schout van Beusichem naar de brug optrokken en deze vernielden. Het Culemborgse stadsbestuur klaagde hierover bij Willem van Oranje, de toenmalige graaf van Buren. Na bemiddeling door Willem en de Culemborgse graaf Floris van Pallandt kwam het op 25 augustus tot een overeenkomst. De brug mocht worden herbouwd, er kwam een slagboom, en naast de brug werd een huisje gebouwd voor een brugwachter. Het Culemborgse stadsbestuur werd verantwoordelijk voor de onderhoudskosten van de brug, maar de bouwwerkzaamheden werden door beide graafschappen bekostigd.

### Agrarische functie
De brug lag aan het zuidelijke einde van de Lanxmeerseweg. Deze weg begon in Culemborg en eindigde bij de brug, vanwaar men in westelijke richting de Zeedijk op kon of in zuidoostelijke richting de Hennisdijk. De brug was dus geen onderdeel van een doorgaande verbinding, maar had een agrarische functie: de Culemborgse en Beusichemse boeren die langs de Meer hun landerijen hadden, konden dankzij de brug eenvoudiger en sneller hun mest, zaaigoed en oogst van en naar hun akkers vervoeren. Volgens het stadsbestuur van Culemborg had de brug een positief effect: de opbrengsten van het land en de jaarpacht waren sinds 1552 aanmerkelijk hoger dan vóór de aanleg van de brug.

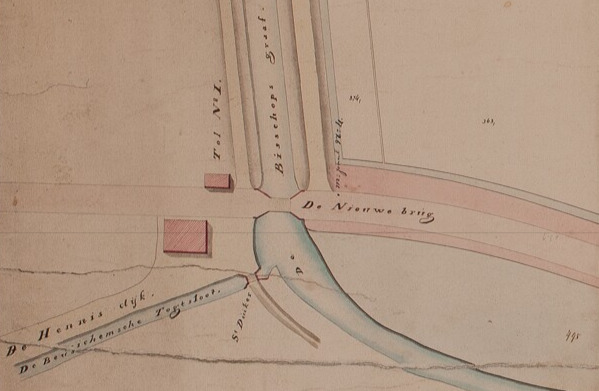
De Nieuwe Brug op een tekening uit 1848, met boven het tolhuis en onder de herberg.

## Trekvaart
In 1645 begon Beusichem met plannen voor een trekvaart naar Culemborg. Deze werd uiteindelijk vanuit Beusichem gegraven richting de Nieuwe Brug, om daar op de Meer aan te sluiten. De brug diende wel verhoogd te worden om dit mogelijk te maken.
In de jaren 1693-1694 probeerde Willem Fleertman een geregelde verbinding van trekschuiten op te zetten tussen Utrecht en Den Bosch, gebruikmakend van de Meer en de Bisschopsgraaf. Uiteindelijk is hier niets van terecht gekomen.

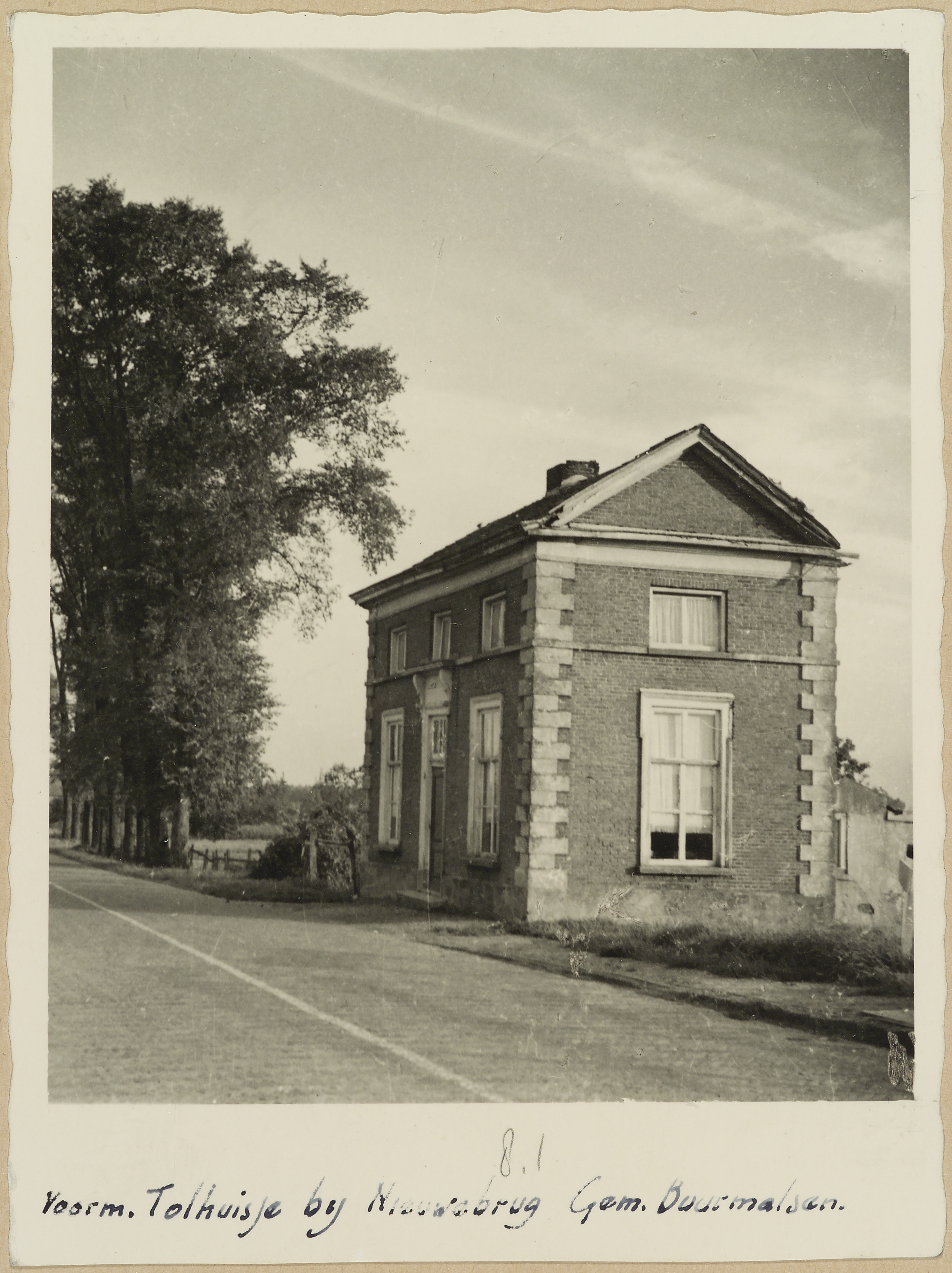
Het voormalige tolhuis

## Rijksstraatweg
In de jaren 40 van de 19e eeuw werd de Lanxmeerseweg doorgetrokken richting Buurmalsen als onderdeel van de aanleg van de nieuwe Rijksstraatweg tussen Utrecht en Den Bosch. De Nieuwe Brug werd deel van het wegtracé. In 1845 werd de brug dan ook gerenoveerd, waarbij er nieuwe landhoofden werden gemetseld. De brug zelf werd vrij smal uitgevoerd, waardoor wagens elkaar niet konden passeren. Dit zal verband hebben gehouden met de tol die werd geheven bij de brug.
De tolheffing leidde overigens tot irritatie bij het Polderdistrict Buren. Zij stuurden in 1849 een verzoek aan Gedeputeerde Staten van Gelderland om de ingezetenen van hun polderdistrict te vrijwaren van de tolheffing. Het ging hierbij om personen die van de Hennisdijk richting de Zeedijk wilden en dus slechts enkele meters gebruik maakten van de Rijksstraatweg. In hun ogen was dit schuin oversteken van de tolbrug geen daadwerkelijke gebruikmaking van de weg en was het vergelijkbaar met een reguliere wegkruising.
Het tolhuis stond aan de zuidzijde van de Nieuwe Brug. In 1952 is dit tolhuis afgebroken.

## 21e eeuw
In 2020 is de Nieuwe Brug vervangen tijdens grootschalige werkzaamheden aan de Rijksstraatweg. Er kwamen twee aparte bruggen voor het autoverkeer en (brom)fietsers.
De schuur die oorspronkelijk bij het tolhuis hoorde, is behouden gebleven als woning. De herberg met café die tegenover het tolhuis stond, is eveneens als woonhuis behouden.